# Cobán

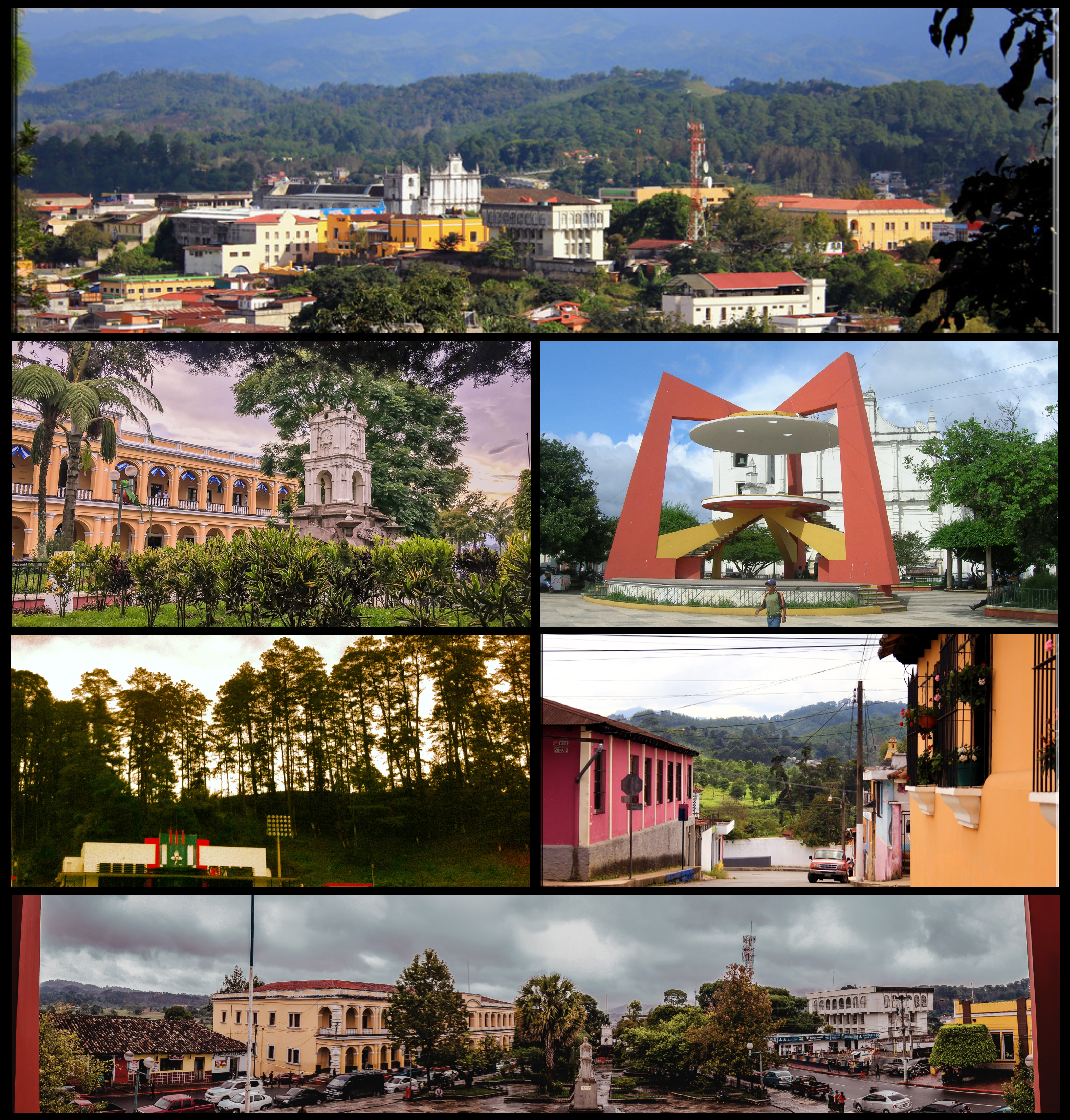
Cobán

Cobán é uma cidade da Guatemala do departamento de Alta Verapaz.